# معركة تورا بورا
كانت معركة تورا بورا معركة عسكرية وقعت في أفغانستان من 6 ديسمبر 2001 إلى 17 ديسمبر 2001، خلال المراحل الأولى للحرب في أفغانستان التي أطلقتها الولايات المتحدة بعد هجمات 11 سبتمبر. اعتقدت الولايات المتحدة وحلفاؤها أن أسامة بن لادن، مؤسس تنظيم القاعدة، كان يختبئ في الجبال في تورا بورا.
وقد اجتاحت قوات الولايات المتحدة وحلفائها مواقع طالبان والقاعدة، واستمعت إلى صوت بن لادن في عمليات البث الإذاعي التي تم اعتراضها عدة مرات، لكنها فشلت في قتله أو أسره. هرب بن لادن إلى المناطق القبلية الخاضعة للإدارة الاتحادية في باكستان، حيث مكث لمدة تقرب من عقد من الزمان قبل أن يقع على يد القوات البحرية التابعة لمجموعة القوات البحرية الخاصة بالولايات المتحدة الأمريكية في مايو 2011.
تورا بورا (باشتو: تورا بورا، كهف أسود) هو مجمع كهوف يقع في الجبال البيضاء في شرق أفغانستان، بالقرب من ممر خيبر.
في عام 2001، اشتبهت الولايات المتحدة وحلفاؤها في أن المجمع كان تستخدمه القاعدة وكان موقع مقر قائدها أسامة بن لادن. وقد تم وصفه بشكل مختلف بأنه مجمع كهفي متعدد الطوابق يسخر الطاقة الكهرومائية من تيارات الجبال، أو مسكن منخفض مع ممرات شبيهة بالفنادق قادرة على إيواء أكثر من 1000 شخص. وقيل إنها تحتوي على مخبأ كبير للذخيرة، مثل صواريخ ستينغر التي خلفتها منذ الثمانينات. واستنادا إلى وصف تسرب من مصدر حكومي أمريكي، نشرت صحف أمريكية رسما كاريكاتيريا من المجمع. عرض دونالد رامسفيلد، وزير الدفاع، الرسوم الكاريكاتيرية في مناقشة حول تورا بورا في لقاء مع الصحافة في أكتوبر 2001.
في عملية الإعصار خلال أوائل الثمانينات، كان ضباط وكالة المخابرات المركزية قد ساعدوا المجاهدين في توسيع الكهوف ودعمها لاستخدامها في المقاومة أثناء الغزو السوفييتي لأفغانستان. ثم دعمت الولايات المتحدة جهودهم وبعد عدة سنوات، شكلت طالبان وسيطرت على البلاد، وفرضت الحكم الأصولي. تم استخدام العديد من مناطق الكهوف في فترات سابقة، حيث شكلت التضاريس الصعبة موقعًا دفاعيًا طبيعيًا واستخدمها المحاربون القبليون الذين يقاتلون الغزاة الأجانب.
وكان الصحفي البريطاني عبد الباري عطوان، مؤلف كتاب «التاريخ السري للقاعدة» (2006)، قد زار بن لادن في تورا بورا في عام 1996. وكتب أنه في ذلك الوقت، عاش بن لادن في «كهف متواضع» مع معدات التدفئة الأساسية.

## المعركة
في نهاية عام 2001، كان مقاتلو القاعدة لا يزالون متمسكين في جبال منطقة تورا بورا. وأعقب ذلك القصف الجوي، بما في ذلك استخدام قنابل كبيرة تعرف باسم قواطع ديزي.
في 3 ديسمبر 2001، أُدخلت مجموعة من 20 عضو هيئة الخدمات السرية الوطنية الأمريكية التابعة لوكالة المخابرات المركزية الأمريكية (CNS) وفريق القوات الخاصة الخامسة (المحمول جواً) (SFG [A]) ODA572 ، وأطلق عليهم اسم Jawbreaker ، بطائرة هليكوبتر في جلال آباد بأفغانستان. تبدأ عملية ضدهم. في 5 ديسمبر 2001، قام مقاتلو التحالف الشمالي الأفغاني بالسيطرة على الأراضي المنخفضة أسفل الكهوف الجبلية من مقاتلي القاعدة. دعا فريق Jawbreaker وفرق SF المجهزة بآلات الليزر (المعروفة باسم مصممي الليزر في الجيش الأمريكي) في قاذفات سلاح الجو لإخراج الأهداف. استمرت الضربات الجوية الثقيلة بدون توقف بما في ذلك القنابل الموجهة بالليزر والصواريخ لمدة 72 ساعة. انسحب مقاتلو القاعدة إلى مواقع محصنة أعلى ودخلوا في المعركة. بعد حوالي أسبوع، وصل 70 من مشغلي القوات الخاصة من سلاح الطيران التابع لقوة دلتا الي الجيش، والقوة البرية التابعة للقوة الجوية، بسياراتهم البرية لدعم حملة القصف بالقوات الجوية. تم دمج اثنين من القوات الخاصة البريطانية SBS من M Sqn مع A Sqn Delta ، وواحد منهم استمر في العمل لـ JSOC ، وإن كان في قدرة مختلفة. خلال ساعات الظلام، كان مقاتلو القاعدة يوقدون النيران، مما يكشف عن موقعهم المحدد ويساعد في استهدافهم الليزر للأسلحة التي تطلق من الجو.
واصل مقاتلو التحالف الشمالي تقدمًا مطردًا عبر التضاريس الصعبة، مدعومين بالغارات الجوية والقوات الخاصة الأمريكية والبريطانية. وفي مواجهة الهزيمة، تفاوضت قوات القاعدة على هدنة مع قائد ميليشيا أفغانية محلية لمنحهم الوقت لتسليم أسلحتهم. في وقت لاحق، يعتقد بعض النقاد أن الهدنة كانت أداة تسمح لشخصيات مهمة في القاعدة، بما في ذلك أسامة بن لادن، بالهروب.
في 12 ديسمبر 2001، اندلع القتال مرة أخرى، ربما بدأه حارس شراء خلفي لهروب القوة الرئيسية عبر الجبال البيضاء إلى المناطق القبلية في باكستان. القوات القبلية المدعومة من قوات العمليات الخاصة الأمريكية والدعم الجوي قدما ضد مواقع محصنة للقاعدة في الكهوف والمخابئ المنتشرة في جميع أنحاء المنطقة الجبلية. رافق اثني عشر فرقة كوماندوس بريطانية، وأحد أخصائيي الإشارات الملكية البريطانية من 63 سلالة إشارات (المعروفة الآن باسم فوج الإشارة رقم 18 (UKSF) قوات العمليات الخاصة الأمريكية في الهجوم على مجمع الكهوف في تورا بورا. شاركت القوات الخاصة لمشغلي KSK الألمانية في المعركة أيضًا. وبحسب ما ورد كانوا مسؤولين عن حماية الأجنحة في الجبال وأجروا بعثات استطلاعية.

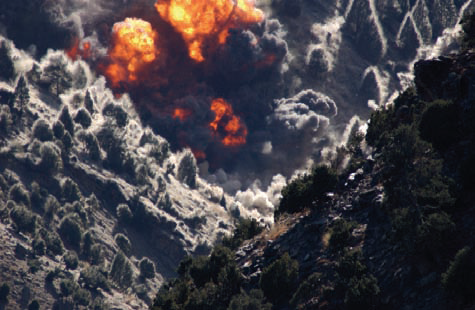
غارات جوية أمريكية على تورا بورا ، نوفمبر أو ديسمبر 2001

زاد تركيز الولايات المتحدة على تورا بورا. واصلت الميليشيات القبلية المحلية، التي دفعتها ونظمتها القوات الخاصة والقوات شبه العسكرية التابعة لوكالة المخابرات المركزية، التي يصل عددها إلى أكثر من 2000 فرد، هجماتها الجماعية، حيث استمر القصف المكثف على مواقع يشتبه أنها تابعة للقاعدة.
أفاد ماثيو فورني من مجلة تايم في 11 ديسمبر 2001 أن قوات التحالف لم تجد مخابئ ضخمة ولكن بؤر استيطانية صغيرة وعدد قليل من معسكرات التدريب الثانوية. وقال ان المراسلين سمح لهم برؤية «المخابئ القاحلة» في أعماق الجبال التي لا تزال «رائعة».
بحلول 17 ديسمبر 2001، تم أخذ آخر مجمع للمغاور وتم تجاوز المدافعين عنهم. وواصلت القوات الأمريكية تفتيشها في يناير، لكنها لم تجد أي علامات على وجود بن لادن أو قيادة القاعدة. ووفقاً لكتابه الذي نشر في عام 2005، فإن ضابط السي آي أيه السابق، غاري بيرنتسن، قاد فريق الـ CIA (الذي يتألف أساسًا من ضباط الأنشطة شبه العسكرية التابعة لوكالة المخابرات المركزية من قسم الأنشطة الخاصة) في أفغانستان والمكلف بتحديد مكان بن لادن خلال النزاع المسلح.
في كتابه (Jawbreaker) (2005)، قال بيرنتسن إن فريقه حدد موقع بن لادن. وكتب أن عددا من معتقلي القاعدة أكدوا لاحقا أن بن لادن قد هرب إلى باكستان عبر طريق شرقي من خلال الثلوج المغطاة. الجبال تؤدي الي منطقة باراتشينار، باكستان. كان يعتقد أنه كان من الممكن القبض على بن لادن في ذلك الوقت إذا كانت القيادة المركزية للولايات المتحدة قد ارتكبت القوات التي طلبها بيرنتسن. في مقابلة عام 2005، وافق ضابط وكالة الاستخبارات المركزية السابق غاري شروين على رأي برنتسين. وتشير وثائق البنتاجون إلى أن بن لادن قد هرب في تورا بورا.
في مقال رأي في أكتوبر 2004 في صحيفة نيويورك تايمز، كتب الجنرال تومي فرانكس،</ref>
لا نعرف حتى يومنا هذا ما إذا كان السيد بن لادن في تورا بورا في ديسمبر 2001. وقالت بعض مصادر الاستخبارات إنه كان هناك؛ أشار آخرون أنه كان في باكستان في ذلك الوقت... كانت تورا بورا تعج بعناصر طالبان والقاعدة... لكن بن لادن لم يكن في متناول أيدينا أبدا.
تقاعد فرانكس عام 2003، لكنه كان قائد القوات الأمريكية في أفغانستان في ذلك الوقت.
نجح العديد من مقاتلي العدو في هروبهم في التضاريس الوعرة وتسللوا إلى المناطق القبلية في باكستان إلى الجنوب والشرق. وقدرت قوات التحالف أن حوالي 200 من مقاتلي القاعدة قتلوا خلال المعركة، إلى جانب عدد غير معروف من مقاتلي القبائل المناهضة لطالبان. لم يتم الإبلاغ عن أي وفيات تابعة للتحالف.
في عام 2009، استعرضت لجنة العلاقات الخارجية في مجلس الشيوخ الأمريكي تحت رئاسة جون كيري المحاولة الفاشلة للقبض على أسامة بن لادن أو قتله في جبال تورا بورا وإلقاء اللوم على وزير الدفاع دونالد رامسفيلد والجنرال تومي فرانكس لعدم جمعهما ما يكفي من القوات الأمريكية لإغلاق المنطقة الجبلية خلال العملية. بعد دراسة الموضوع، توصلت اللجنة إلى استنتاج مفاده أن أسامة بن لادن كان على الأرجح حاضرا في تورا بورا وهروبه لاحقا أطالت الحرب في أفغانستان.

أصدرت مجلة «تركستان الإسلامية» التابعة لحزب «أويغور تركستان» في طبعتها التاسعة نعيًا لمقاتلي الحركة الإسلامية الذين قتلوا في باكستان وأفغانستان. قُتل يوسف (إدريس التركستاني) في وزيرستان، بينما توفي توكسي حاجي (عبد المحسن التركستاني) في 7 أكتوبر 2001 على جبل تورا بورا بعد أن قصفت الطائرات الأمريكية معسكر التدريب. شهدت معركة تورا بورا مشاركة أبو عمر التركستاني. قام اتحاد الجهاد الإسلامي بتجنيد التركستاني كعضو فيه. وتبع ذلك هجرة جماعية للأويغور بعد الغارات الجوية التي قام بها الأمريكيون في عام 2001 على معسكرهم في تورا بورا. 
| ”                     | ... بدأ قصف عنيف وشديد ... لم يمر ثانية بدون طائرات حربية تحوم فوق رؤوسنا ... [أمريكا] استنفدت كل الجهود لتفجير وإبادة هذه البقعة الصغيرة -مسحها بالكامل ... رغم كل هذا لقد أغلقنا هجماتهم اليومية ، وأعيدناهم إلى الوراء ، حاملين موتاهم وجرحاهم. ولم يجرؤ القوات الأمريكية من قبل على مهاجمة موقفنا ، فما هو الدليل الواضح على جبنهم وخوفهم وأكاذيبهم حول أسطورة قوتهم المزعومة؟ | “ |
| —أسامة بن لادن ، 2002 | |   |

## حساب فيوري
وقد كتب قائد قوة دلتا سابق، مستخدماً الاسم المستعار «دالتون فوري»، الذي قاتل في تورا بورا، أن ابن لادن هرب إلى باكستان في 16 ديسمبر 2001 أو قريب من ذلك. ويثير الغضب ثلاثة أسباب تجعله يعتقد أن بن لادن تمكن من الفرار: (1) اعتقدت الولايات المتحدة بالخطأ أن باكستان كانت تقوم بحراسة المنطقة الحدودية بشكل فعال، (2) رفض حلف شمال الأطلسي السماح باستخدام ألغام غاتور التي أسقطت جواً، والتي كان من شأنها أن تساعد على إغلاق بن لادن وقواته داخل منطقة تورا بورا، (3) الاعتماد المفرط على القوات العسكرية الأفغانية المحلية باعتبارها القوة الرئيسية المنتشرة ضد بن لادن ومقاتليه. وغضب القوات الأفغانية من ذلك، كما كانت في رمضان، عادة ما تغادر ساحة المعركة في المساء لكسر صيامها اليومي. واقترح أن هذا سمح لقوات تنظيم القاعدة بفرصة لإعادة التجمع أو إعادة الوضع أو الفرار.

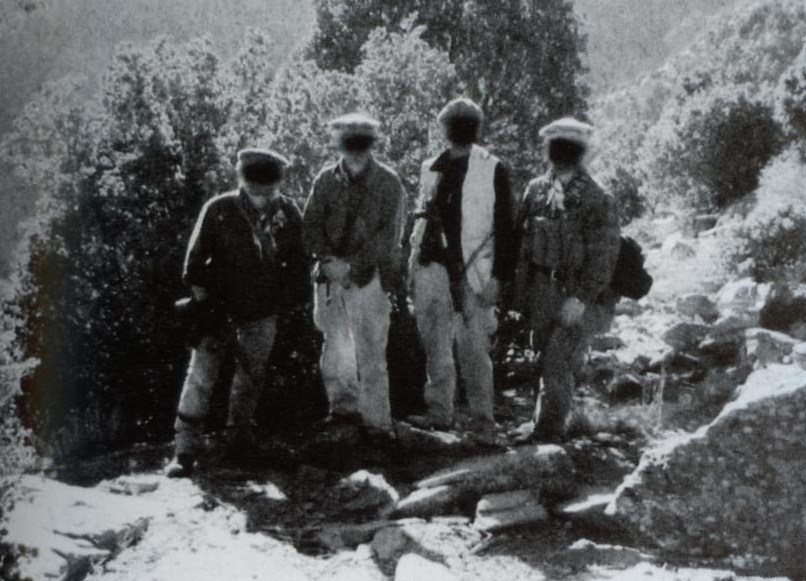
أول فريق أمريكي يدخل سلسلة جبال تورا بورا

في مقابلة أجريت في أكتوبر 2008 في 60 دقيقة، قال فيوري إن فريق قوة دلتا ووكالة المخابرات المركزية الأمريكية قد سافروا إلى تورا بورا بعد أن حددت وكالة المخابرات المركزية موقع بن لادن. اقترح فريق فيوري عملية لمهاجمة موقع بن لادن المشتبه به من الخلف، فوق الجبل الذي يبلغ ارتفاعه 14,000 قدم والذي يفصل بين تورا بورا وباكستان. وقال المسؤولون المجهولون في المقر الأعلى رفض اقتراحه. واقترح غضب إسقاط ألغام غاتور في الممرات المؤدية إلى تورا بورا، لكن تم رفض ذلك أيضًا. اقترب فيوري وزملاؤه من الموقف المشتبه به من الجبهة وكانوا على بعد 2000 متر، لكنهم انسحبوا بسبب عدم اليقين بشأن عدد مقاتلي القاعدة وغياب الدعم من القوات الأفغانية المتحالفة.
بعد وقت قصير، أعلنت القوات العسكرية الأفغانية وقف إطلاق النار مع القاعدة. في كتابه 2008، قتل بن لادن، وصف فيوري ما يلي. خطط فريقه للتقدم مرة أخرى على قوات القاعدة، ولكن بعد وقف إطلاق النار، قام الجنود الأفغان بسحب أسلحتهم على الجنود الأمريكيين. بعد 12 ساعة من المفاوضات، توقف الأفغان، لكن بن لادن وحراسه الشخصيين غادروا. أفاد «فيوري» أن فريقه اعترض وتفسير مكالمات بن لادن بعد ظهر 13 ديسمبر 2001. وقال لمقاتليه «لقد حان الوقت الآن، وساعدوا نساءكم وأطفالكم على الكفار». ثم بعد بضع ساعات من القصف، كسر بن لادن صمت الإذاعة مرة أخرى، قائلاً: «لم يتم الرد على صلواتنا. فالأوقات مريعة. لم نحصل على دعم من الدول المرتدة التي تطلق على نفسها اسم إخواننا المسلمين. وقد تكون الأمور مختلفة». قال فيوري إن كلمات بن لادن الأخيرة لمقاتليه في تلك الليلة كانت «أنا آسف لإشراكك في هذه المعركة، إذا لم يعد بإمكانك المقاومة، يمكنك الاستسلام بمباركتي».

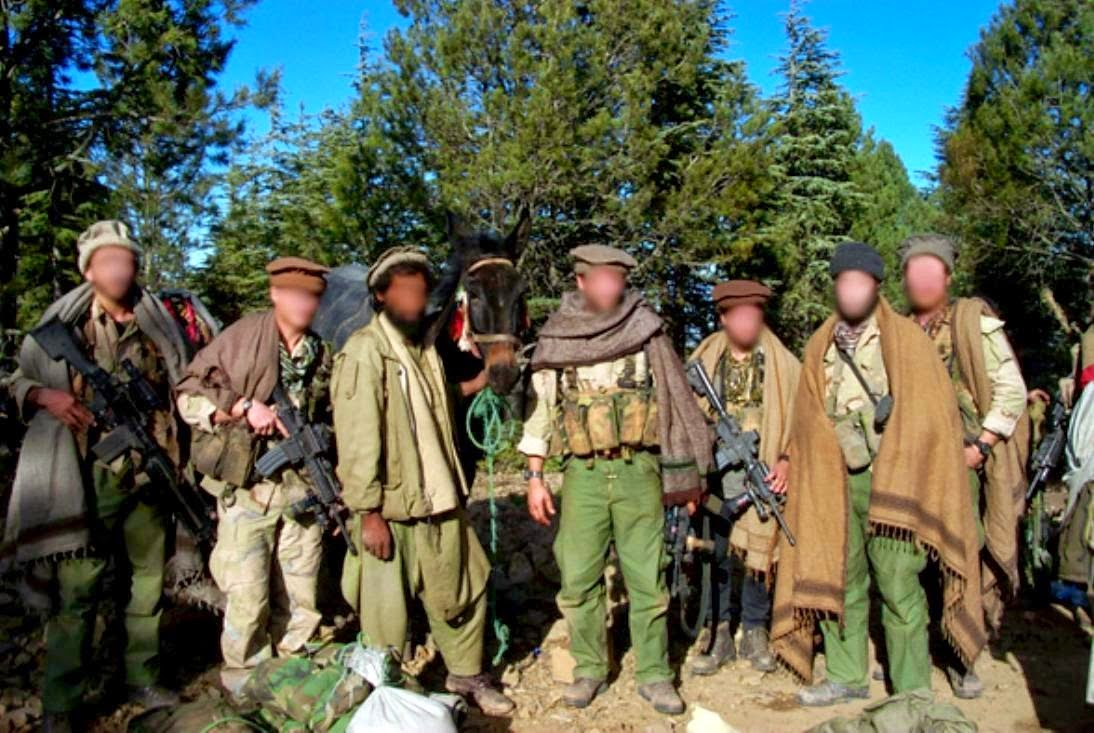
قوات دلتا متنكرا في زي المدنيين الأفغان

وخلال المقابلة التي أجريت معه في 60 دقيقة لمناقشة كتابه، قال فيوري إن فريقه رأى مجموعة اعتقدوا أنها بن لادن وحراسه يدخلون كهفًا. ودعى الفريق إلى وقوع عدة هجمات بالقنابل على الموقع، ويعتقد أنهم قتلوا بن لادن. وبعد ستة أشهر، عادت القوات الأمريكية والكندية وعثرت على العديد من الكهوف في المنطقة، حيث عثرت على بقايا مقاتلي القاعدة، وليس بن لادن. يعتقد فيوري أن بن لادن أصيب أثناء قصف الكهف، لكنه كان مخفياً، وقدم له الرعاية الطبية، وساعده خارج المنطقة في باكستان من قبل الأفغان المحليين المتحالفين.

## روايات غطاسى جوانتانامو عن المعركة
بررت السلطات الأمريكية استمرار احتجاز عشرات من المعتقلين الأفغان في معتقل غوانتانامو بسبب الاشتباه في أنهم شاركوا في معركة تورا بورا أو كانوا حاضرين خلال المعركة أو عبروا منطقة المعركة قبل أو بعد انتهائها أو ساعدوا أسامة بن لادن للهروب.
في سبتمبر 2007، ورد أن أيمن سعيد بطرفي، وهو طبيب يمني كان محتجزًا من قبل الولايات المتحدة كمقاتل معادٍ، وصف الظروف خلال المعركة:
أكثر من مجموع الأسلحة في منطقة تورا بورا كان 16 بندقية كلاشينكوف، وهناك 200 شخص ". وقال أيضًا:" لقد جاء أسامة بن لادن ليوم واحد لزيارة المنطقة وتحدثنا معه أراد أن يترك هذه المنطقة. قال إنه لا يعرف إلى أين يذهب بنفسه وفي اليوم الثاني هرب وذهب.

## بعد
بعد تورا بورا، عززت قوات الولايات المتحدة والمملكة المتحدة وحلفاؤها الأفغان موقعهم في البلاد. وقوات طالبان والقاعدة لم تستسلم وذهبت للاختباء. تم إنشاء اللويا جيرغا أو المجلس الكبير للفصائل الأفغانية الرئيسية وزعماء القبائل والمنفيين السابقين، هي حكومة أفغانية مؤقتة، في كابل تحت قيادة حامد كرزاي. وبدأ الملا سيف الرحمن، وهو هارب من طالبان في مقاطعة باكتيا، بإعادة بناء بعض قوات الميليشيا التابعة له لدعم المقاتلين المناهضين للولايات المتحدة. بلغ مجموعها أكثر من 1000 مع بداية عملية أناكوندا في مارس 2002. خطط المتمردين لاستخدام المنطقة كقاعدة لشن هجمات حرب العصابات وربما هجوم كبير في أسلوب المجاهدين خلال 1980s.

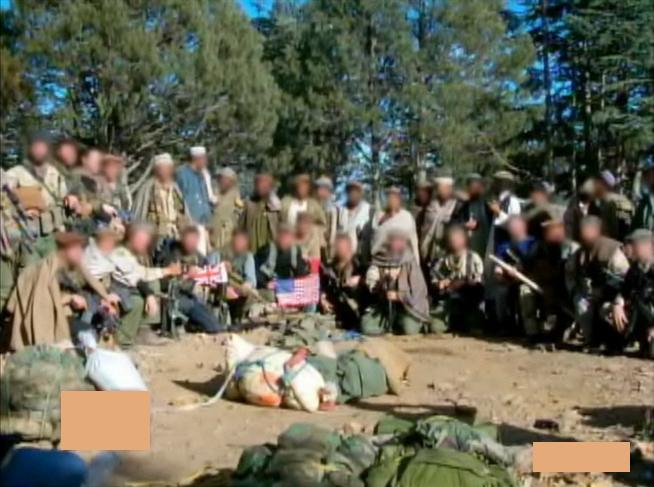
ارتدى جنود وضباط بريطانيون وأمريكيون ملابس شالوار كاميز الأصلية للعثور على أسامة بن لادن في تورا بورا ، عام 2001.

أنشأت القوات الأمريكية قاعدتها الرئيسية في قاعدة بغرام الجوية شمال كابل مباشرة. واستخدموا مطار قندهار الدولي كقاعدة هامة لقبول وتوزيع اللوازم والأفراد. أُنشئت عدة مواقع استيطانية في المقاطعات الشرقية للبحث عن الهاربين من طالبان والقاعدة. ارتفع عدد القوات الأمريكية العاملة في البلاد إلى أكثر من 10 آلاف في الوقت الذي ازدادت فيه الجهود ضد طالبان والقاعدة.
في عام 2009، خلص تقرير لمجلس الشيوخ الأمريكي إلى أن الفشل في القبض على بن لادن «[أسس] أساس التمرد الأفغاني الذي طال أمده وإشعال الفتنة الداخلية التي تهدد باكستان الآن». بدأت قوات القاعدة إعادة تجميع صفوفها في شاهي كوت جبال مقاطعة بكتيا طوال شهري يناير وفبراير 2002.
في ديسمبر 2009، نشرت نيو ريبابلك كتاب بيتر بيرجن «معركة تورا بورا»  في نقده للمعركة، أعاد بيرغن تشكيل ارتباط حلفاء الولايات المتحدة في تورا بورا. وقال إن الجنرال تومي فرانكس، قائد الجيش الأمريكي آنذاك، رفض نشر 800 من جنود الجيش من القواعد المجاورة للاعتداء على مجمع الكهوف التي كان من المفترض أن يختبئ فيها بن لادن. وصف بيرجن ذلك بأنه «واحد من أعظم الأخطاء العسكرية في تاريخ الولايات المتحدة الحديثة». يقول بيرغن إن فشل الولايات المتحدة في القبض على بن لادن في ذلك الوقت وفر الطاقة لطالبان. لقد أعيد تنظيم صفوفها وأصبحت أقوى بعد أن حول المسؤولون الأمريكيون قواتهم لغزو العراق في مارس 2003 والحرب هناك.
وواصلت وكالات الاستخبارات الأمريكية تعقب بن لادن. في 2 مايو 2011، أكد الرئيس باراك أوباما وفاة أسامة بن لادن، الذي كان يعيش في مجمع في مدينة أبوت آباد، إقليم خيبر باختونخوا، باكستان. وقد قُتل في غارة تابعة للبحرية الأمريكية في مجمع المدني.

## تورا بورا «القلعة»
تم وصف تورا بورا بشكل مختلف من قبل وسائل الإعلام الغربية بأنها حصن الكهوف الذي لا يمكن تحمُّله، ويضم 2000 رجل يملكون مستشفى، ومحطة للطاقة الكهرومائية، ومكاتب، وفندقاً، ومخازن للأسلحة والذخيرة، وطرق كبيرة بما يكفي لدفع الدبابة، ونفق متقن وأنظمة التهوية. نشرت كل من الصحافة البريطانية والأمريكية خطط مفصلة للقاعدة. عندما عرضت هذه الخطط في مقابلة مع شبكة ان بي سي على موقع Meet the Press ، قال دونالد رامسفيلد، وزير الدفاع الأمريكي، «هذا عمل جاد، ليس هناك واحد من هؤلاء، هناك الكثير من هؤلاء».

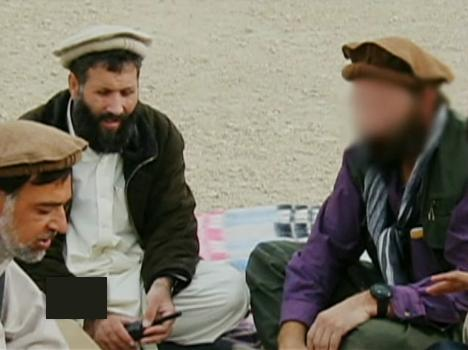
القوات الخاصة البريطانية (على اليمين) مع المرتزقة الأفغان في تورا بورا ، 2001

عندما تم القبض على تورا بورا في نهاية المطاف من قبل القوات الأمريكية والبريطانية والأفغانية، لم يتم العثور على آثار «الحصن» المفترض على الرغم من عمليات التفتيش في المناطق المحيطة. تحولت تورا بورا إلى نظام من الكهوف الطبيعية الصغيرة التي تسكن على الأكثر من200 مقاتل. في حين تم العثور على مخازن الأسلحة والذخيرة، لم يكن هناك أي آثار للمرافق المتقدمة ادعى أنها موجودة.
في مقابلة نشرتها خدمة الإذاعة العامة، وصف أحد الرقباء من مفرزة القوات الخاصة الأمريكية في القوات المسلحة ODA 572، التي كانت في معركة تورا بورا في الكهوف:
مرة أخرى، مع الكهوف، لم تكن هذه متاهات مجنون أو متاهات من التي وصفوها. وكان معظمهم من الكهوف الطبيعية. وقد تم دعم بعضها ببعض والقطع الخشبية، التي ربما أكبرها يبلغ ارتفاعها 10 أقدام في 24 قدمًا. أعلم أنهم قاموا بمشاهدة ذلك، وكيف سنتمكن من الوصول إليهم؟ نحن قلقون بشأن ذلك أيضا، لأننا نرى كل هذه التقارير. ثم يتبين، عندما تصل إلى هناك، هناك بالفعل مخابئ صغيرة، وهناك الكثير من مخازن الذخيرة المختلفة هناك.
- جيف، الرقيب ODA 572 